# Selvi İlyasoğlu
Selvi İlyasoğlu (ur. 2004) – turecka zapaśniczka walcząca w stylu wolnym. Zajęła 28. miejsce na mistrzostwach świata w 2023.
Piąta na mistrzostwach Europy w 2023 i 2025. Trzecia na ME U-23 w 2025. Mistrzyni świata juniorów w 2021. Trzecia na ME juniorów w 2023 roku.